# Jussiê Ferreira Vieira
Jussiê Ferreira Vieira (1983. szeptember 19.) brazil labdarúgó. Jelenleg a francia Bordeaux játékosa.

## Sikerei, díjai
Cruzeiro
- Brazil labdarúgó-bajnokság: 2003
- Brazil Kupa: 2003

 Bordeaux
- Ligue 1: 2009
- Francia Ligakupa: 2007, 2009
- Francia Bajnokok Kupája: 2008, 2009